# Emil Albes

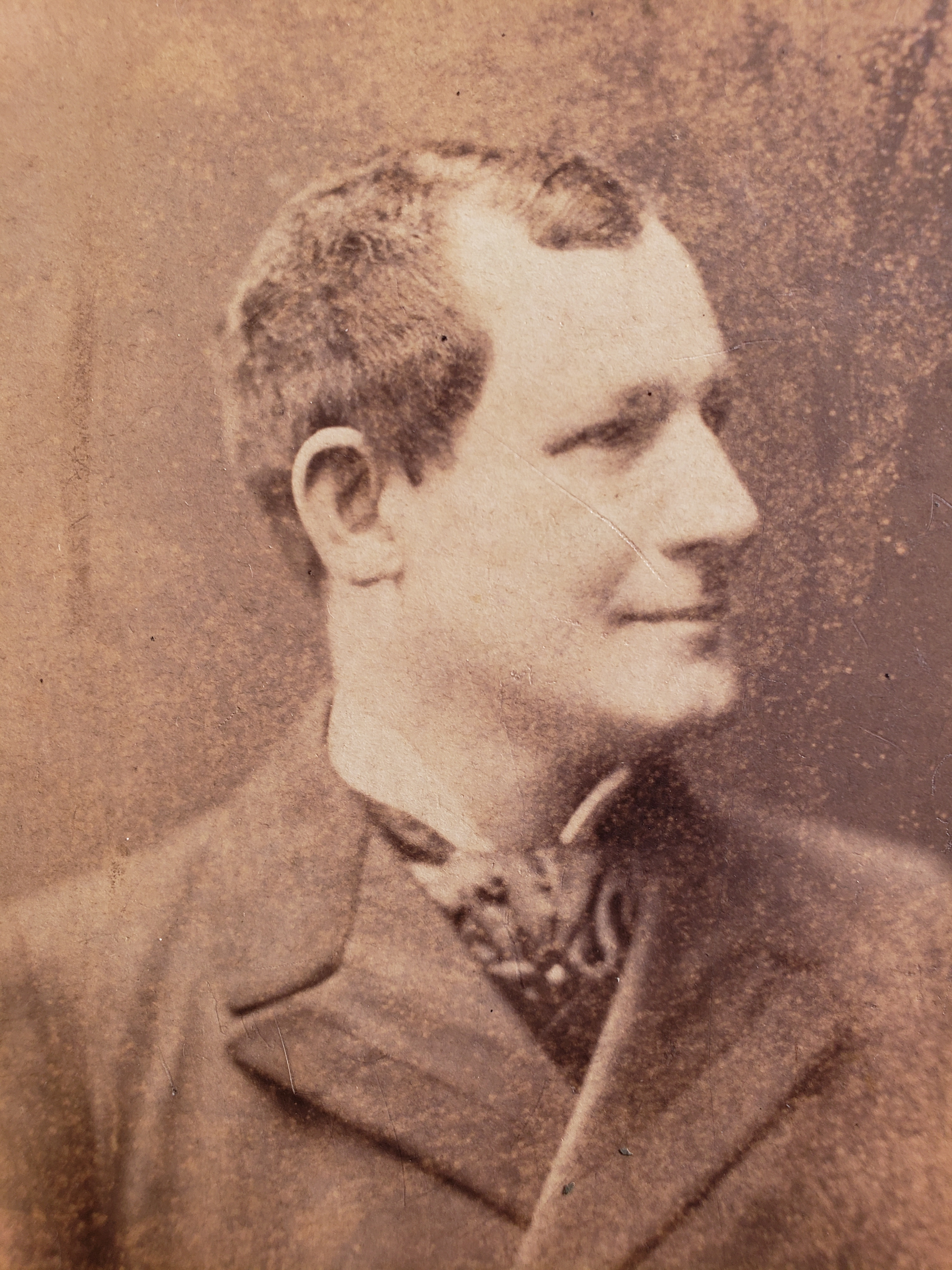
Emil Albes

Friedrich Emil Albes (* 30. Oktober 1861 in Pyrmont, Fürstentum Waldeck-Pyrmont; † 22. April 1923 in Berlin) war ein deutscher Schauspieler, Theaterregisseur und Filmregisseur.

## Leben
Der Sohn des Opernsängers August Ludwig Albes (1822–1900) begann seine schauspielerische Laufbahn im Alter von zwanzig Jahren in Elbing. Seine Theaterstationen waren Freiberg, Reichenbach, Köslin, Wesel, Zittau, Hanau, Göttingen und Stettin.
In Göttingen gab er 1891 sein Regiedebüt. Über Hamburg gelangte er 1898 als Regisseur an das Berliner Central-Theater. Ab 1911 arbeitete er als Schauspieler und Regisseur für die damals neuartige Kinematographie. Er verkörperte teils komische, teils würdige ältere Herren und inszenierte sowohl komödiantische als auch dramatische Stoffe.

## Filmografie

### Schauspieler
- 1911: Zigeunerblut
- 1911: Die Verräterin
- 1911: Nachtfalter
- 1911: Im großen Augenblick
- 1911: Eine von Vielen
- 1912: Sklave der Liebe
- 1912: Das Geheimnis von Monte Carlo
- 1912: Der Dritte
- 1912: Der elektrische Funke
- 1912: Die Macht des Goldes
- 1912: Die arme Jenny
- 1912: Zu Tode gehetzt
- 1912: Der Totentanz
- 1912: Komödianten
- 1912: Die Papierspur
- 1912: Die Revolutions-Hochzeit
- 1912: Die rote Jule
- 1912: Madeleine
- 1912: Va Banque
- 1912: Zwischen zwei Herzen
- 1913: Die Augen des Ole Brandis
- 1913: Das schwarze Los
- 1913: Alt-Heidelberg, Du feine …
- 1914: Die Grenzwacht im Osten
- 1914: Die Launen einer Weltdame
- 1914: Bedingung – Kein Anhang!
- 1915: Die Rache des Blutes
- 1915: O, du mein Österreich
- 1915: Fluch der Schönheit
- 1916: Die Wunderlampe des Hradschin
- 1916: Der Pfad der Sünde
- 1917: Das Spitzentuch der Fürstin Wolkowska
- 1918: Fesseln
- 1918: Das Mädchen aus der Opiumhöhle
- 1918: …um eine Stunde Glück
- 1918: Der Weg, der zur Verdammnis führt
- 1919: Der Weg, der zur Verdammnis führt, 2. Teil. Hyänen der Lust
- 1919: Der Pfad der Sünde
- 1919: Veritas vincit
- 1919: Morphium
- 1919: Das Tor der Freiheit
- 1921: Pariserinnen
- 1921: Eine Weiße unter Kannibalen
- 1922: Sie und die Drei
- 1922: Der Liebesroman des Cesare Ubaldi
- 1922: Tingeltangel
- 1922: Der schwarze Montag
- 1923: Die Sonne von St. Moritz
- 1924: Dudu, ein Menschenschicksal

### Regisseur
- 1910: Lenchens Geburtstag
- 1911: Eine von Vielen
- 1911: Mensch, bezahle deine Schulden
- 1911: Der Sieg des Hosenrocks
- 1911: Sündige Liebe
- 1911: Gescheitert
- 1912: Sklave der Liebe
- 1912: Otto Reutter will Schauspieler werden
- 1912: Der Dritte
- 1912: Zwischen zwei Herzen
- 1912: Madeleine
- 1912: Der geheimnisvolle Pierrot
- 1912: Der Tod und die Mutter
- 1912: Fürstenliebe
- 1912: Va Banque
- 1912: Der elektrische Funke
- 1912: Das Geheimnis von Monte Carlo
- 1912: Die Revolutions-Hochzeit
- 1912: In letzter Stunde
- 1912: Kauft Watteschäfchen…
- 1912: Die rote Jule
- 1912: Die Papierspur
- 1912: Versiegelte Lippen
- 1912: Wenn Frauen lieben
- 1912: Wie Brüderchen und Schwesterchen das Christkind besuchten
- 1913: Die Heldin von St. Honorée
- 1913: Das Töpfchen
- 1913: Joly
- 1913: Kasperl-Lotte
- 1914: Eine Nacht im Mädchenpensionat
- 1914: Der Sängerkrieg im Löwenkäfig
- 1914: Der andere Student von Prag
- 1914: Die Grenzwacht im Osten
- 1914: Fräulein Barbier
- 1914: Mein Name ist Spiesecke
- 1915: O, du mein Österreich
- 1915: Adam, wo bist Du?
- 1915: Die Rache des Blutes
- 1915: Der überfahrene Hut
- 1917: Das Licht in der Nacht
- 1917: Prinz Waldemar und Waldemar Prinz
- 1918: Harry wird Millionär
- 1918: Herbstzauber
- 1919: Die Bademaus
- 1919: Karlchen auf der Brautschau
- 1919: Karlchen wird eingeseift
- 1920: Leute ohne Kinder
- 1920: Hoppla, Herr Lehrer
- 1920: Alarmtopf
- 1921: Trick-Track
- 1921: Die Dame im Koffer
- 1921: Der Liebeskorridor